# Clam Dip & Other Delights
Clam Dip & Other Delights es un EP de 1989 de la banda de rock de Minneapolis, Soul Asylum. El título y el arte de la cubierta son ambas parodias del álbum de Herb Alpert and the Tijuana Brass, Whipped Cream and Other Delights. Fue un gesto de humor para su nuevo sello discográfico, A&M Records (la "A" de debe a "Alpert").
El EP fue originalmente lanzado en Inglaterra con tres versiones: "Juke Box Hero" de Foreigner, "Mave Over" de Janis Joplin y "Chains", de una poco conocida banda de Minneapolis llamada Wad. Sólo esta última fue incluida en el lanzamiento de Estados Unidos.
La canción «P-9» fue escrita en beneficio de los trabajadores en huelga de Hormel, en Austin, Minnesota.
El álbum se encuentra en versión impresa bajo el sello Rykodisc Records.

## Lista de canciones
1. «Just Plain Evil» – 3:01
2. «Chains» – 3:18
3. «Secret No More» – 2:43
4. «Artificial Heart» – 3:37
5. «P-9» – 2:32
6. «Take It To the Root»  – 3:38